# Ньютон (Алабама)
Ньютон (англ. Newton) — місто (англ. town) в США, в окрузі Дейл штату Алабама. Населення — 1607 осіб (2020).

## Географія

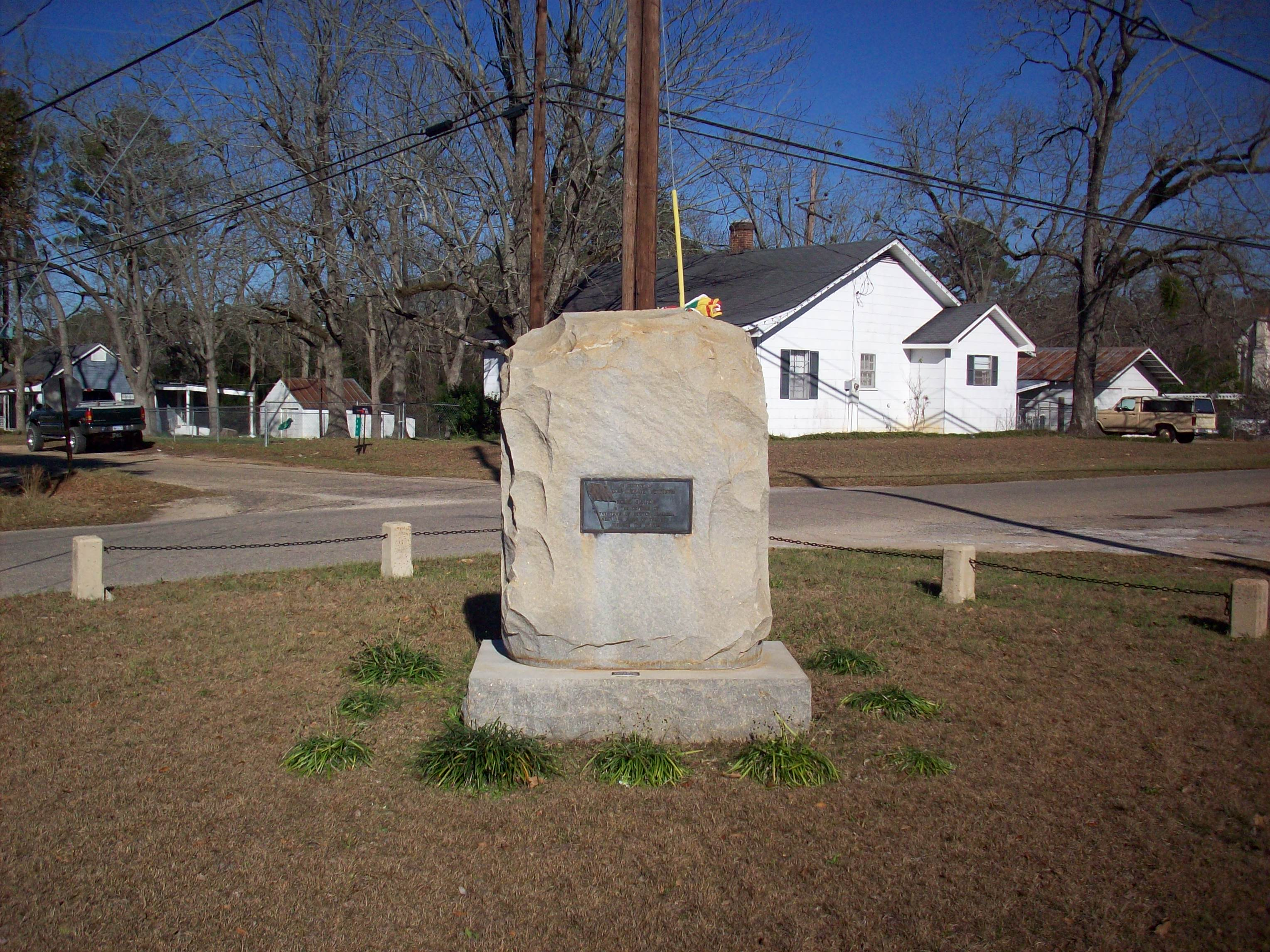
Монумент Громадянській війні в Ньютоні. Присвячений місцевому ополченню.

Ньютон розташований за координатами 31°20′28″ пн. ш. 85°35′18″ зх. д. / 31.34111° пн. ш. 85.58833° зх. д. (31.341229, -85.588307).  За даними Бюро перепису населення США в 2010 році місто мало площу 36,98 км², з яких 36,91 км² — суходіл та 0,07 км² — водойми.

## Демографія
Згідно з переписом 2010 року, у місті мешкало 1511 особа в 650 домогосподарствах у складі 439 родин. Густота населення становила 41 особа/км².  Було 738 помешкань (20/км²).
Расовий склад населення:
| - 83,6 % — білих - 13,0 % — чорних або афроамериканців - 0,7 % — корінних американців - 0,5 % — азіатів - 0,2 % — вихідців з тихоокеанських островів |

До двох чи більше рас належало 2,1 %. Частка іспаномовних становила 1,5 % від усіх жителів.
За віковим діапазоном населення розподілялося таким чином: 20,3 % — особи молодші 18 років, 63,3 % — особи у віці 18—64 років, 16,4 % — особи у віці 65 років та старші. Медіана віку мешканця становила 43,9 року. На 100 осіб жіночої статі у місті припадало 92,2 чоловіків;  на 100 жінок у віці від 18 років та старших — 88,4 чоловіків також старших 18 років.
Середній дохід на одне домашнє господарство  становив 55 119 доларів США (медіана — 41 198), а середній дохід на одну сім'ю — 61 197 доларів (медіана — 52 969). За межею бідності перебувало 17,7 % осіб, у тому числі 32,4 % дітей у віці до 18 років та 12,7 % осіб у віці 65 років та старших.
Цивільне працевлаштоване населення становило 764 особи. Основні галузі зайнятості: освіта, охорона здоров'я та соціальна допомога — 16,8 %, роздрібна торгівля — 15,1 %, виробництво — 13,1 %.